# Glumslöv
Glumslöv – miejscowość (tätort) w Szwecji, w regionie administracyjnym (län) Skania, w gminie Landskrona.
Według danych Szwedzkiego Urzędu Statystycznego liczba ludności wyniosła: 2093 (31 grudnia 2015), 2265 (31 grudnia 2018) i 2270 (31 grudnia 2019).